# Phyllocolpa crassispina
Phyllocolpa crassispina är en stekelart som först beskrevs av Thomson 1871.  Phyllocolpa crassispina ingår i släktet Phyllocolpa, och familjen bladsteklar. Arten är reproducerande i Sverige.